# Pfarrkirche Ollersdorf

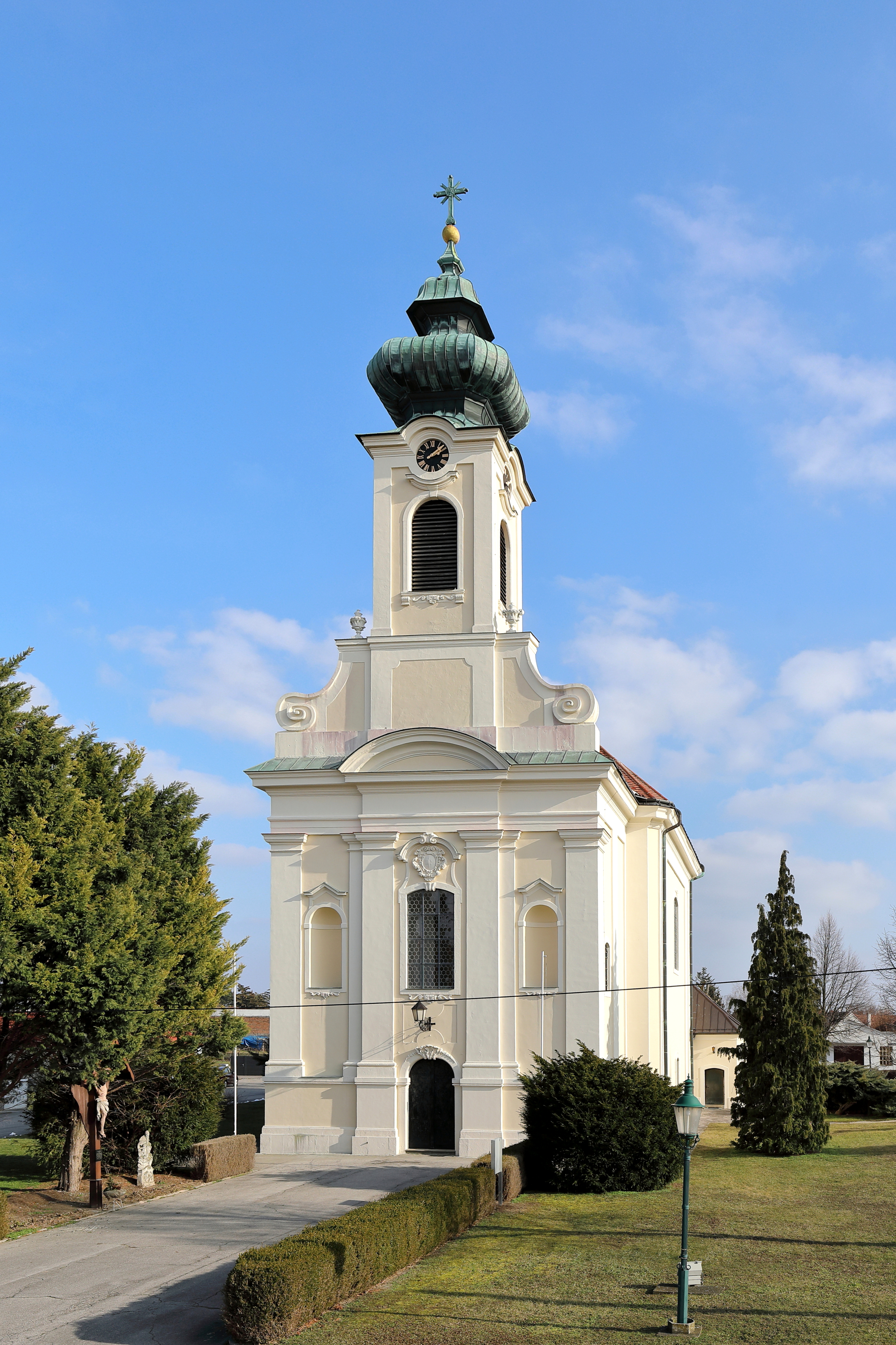
Kath. Pfarrkirche hl. Leonhard in Ollersdorf

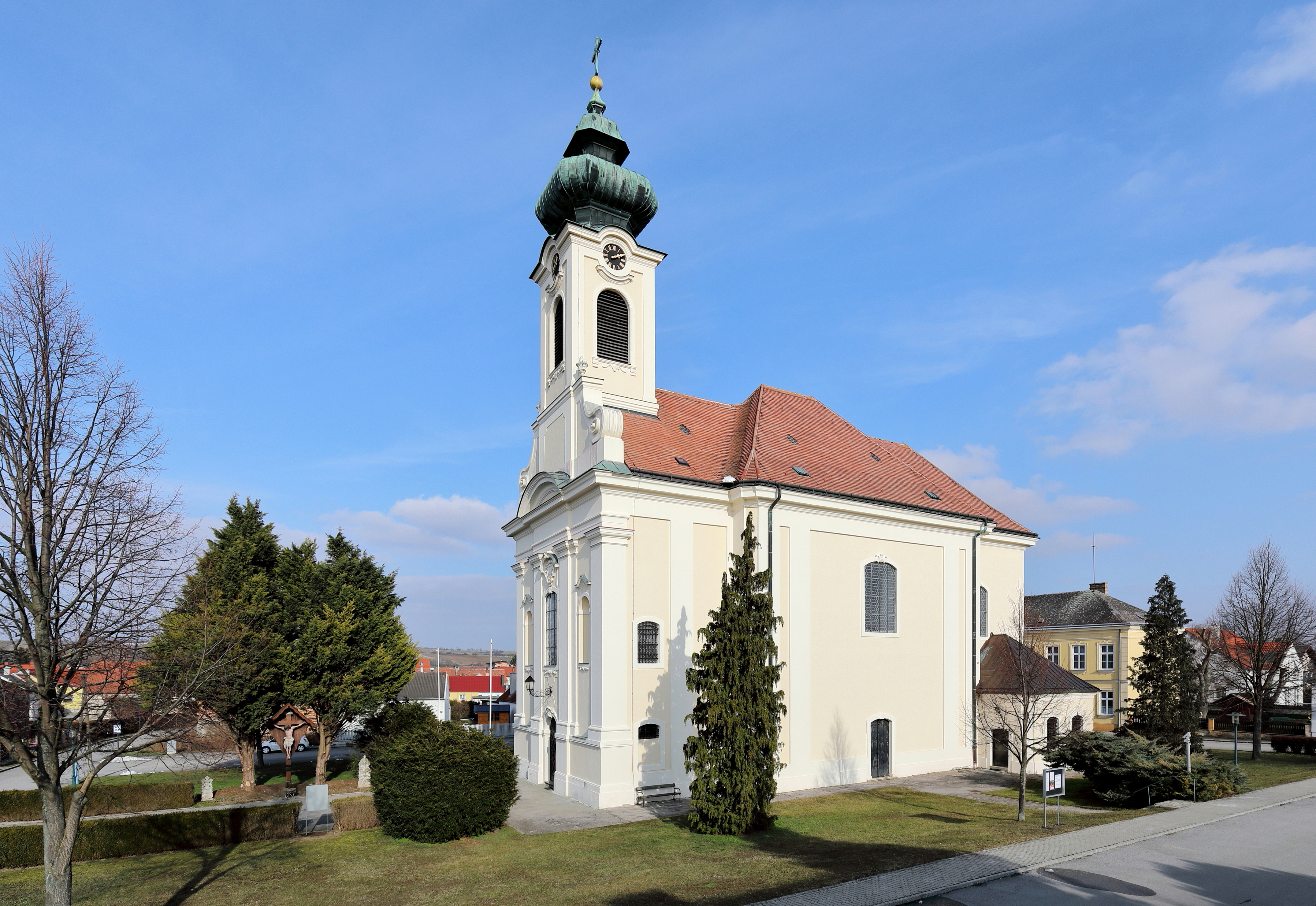
Südwestansicht der Pfarrkirche

Die römisch-katholische Pfarrkirche Ollersdorf trägt das Patrozinium des heiligen Leonhard. Sie gehört zum Dekanat Gänserndorf im Vikariat Unter dem Manhartsberg der Erzdiözese Wien. Ollersdorf befindet sich in der Marktgemeinde Angern an der March im Bezirk Gänserndorf in Niederösterreich. Die Kirche steht unter Denkmalschutz.

## Geschichte
Eine Kirche ist aus 1429 urkundlich belegt und wurde 1783 wiedererrichtet. Bis 1782 war die Kirche der Kartause Mauerbach inkorporiert. Der Längszentralbau wurde von 1742 bis 1746 errichtet.

## Äußeres

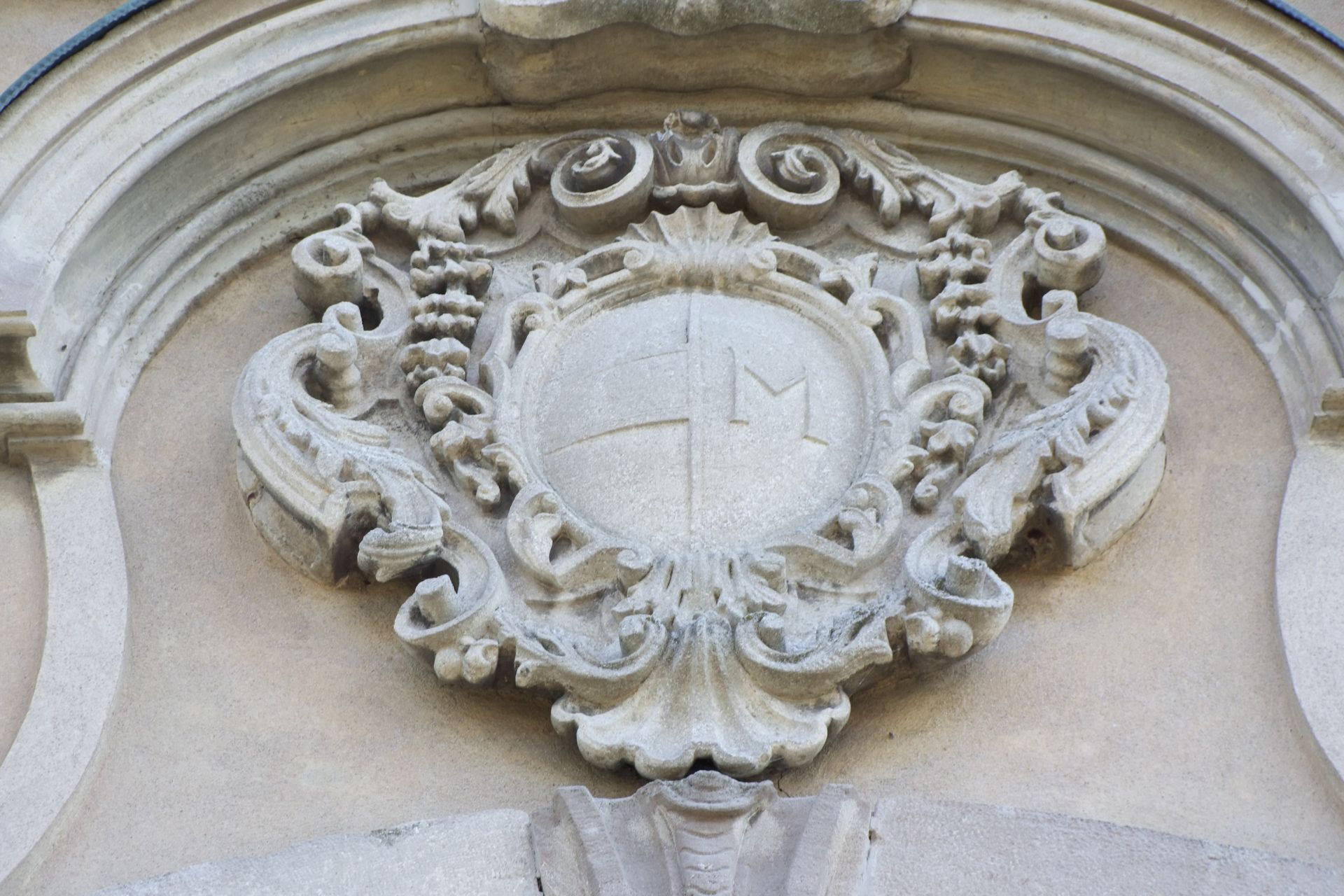
Wappen der Kartause Mauerbach

Die hohe und reich gegliederte Westturmfassade verfügt über Riesenpilaster mit betonter Mitte und seitlichen Figurennischen. Über dem Rundbogenportal mit bekrönendem Laubwerkdekor befindet sich ein Segmentbogenfenster, darüber ein Wappenstein der Kartause Mauerbach. Das schwere, umlaufende Gesims mit schmalen Segmentbögen leitet über zum Turm mit Putzbandgliederung, rundbogigen Schallfenstern und barockem Zwiebelhelm. Die barocke, eiserne Eingangstür ist reich dekoriert. Das ein wenig vorgezogene Langhaus hat mittige Rechteckportale und Segmentbogenfenster zwischen Lisenen. Der eingezogene, runde Chor mit ovalem Schlussfenster ist von symmetrisch angelegten, eingeschoßigen Anbauten flankiert.

## Inneres

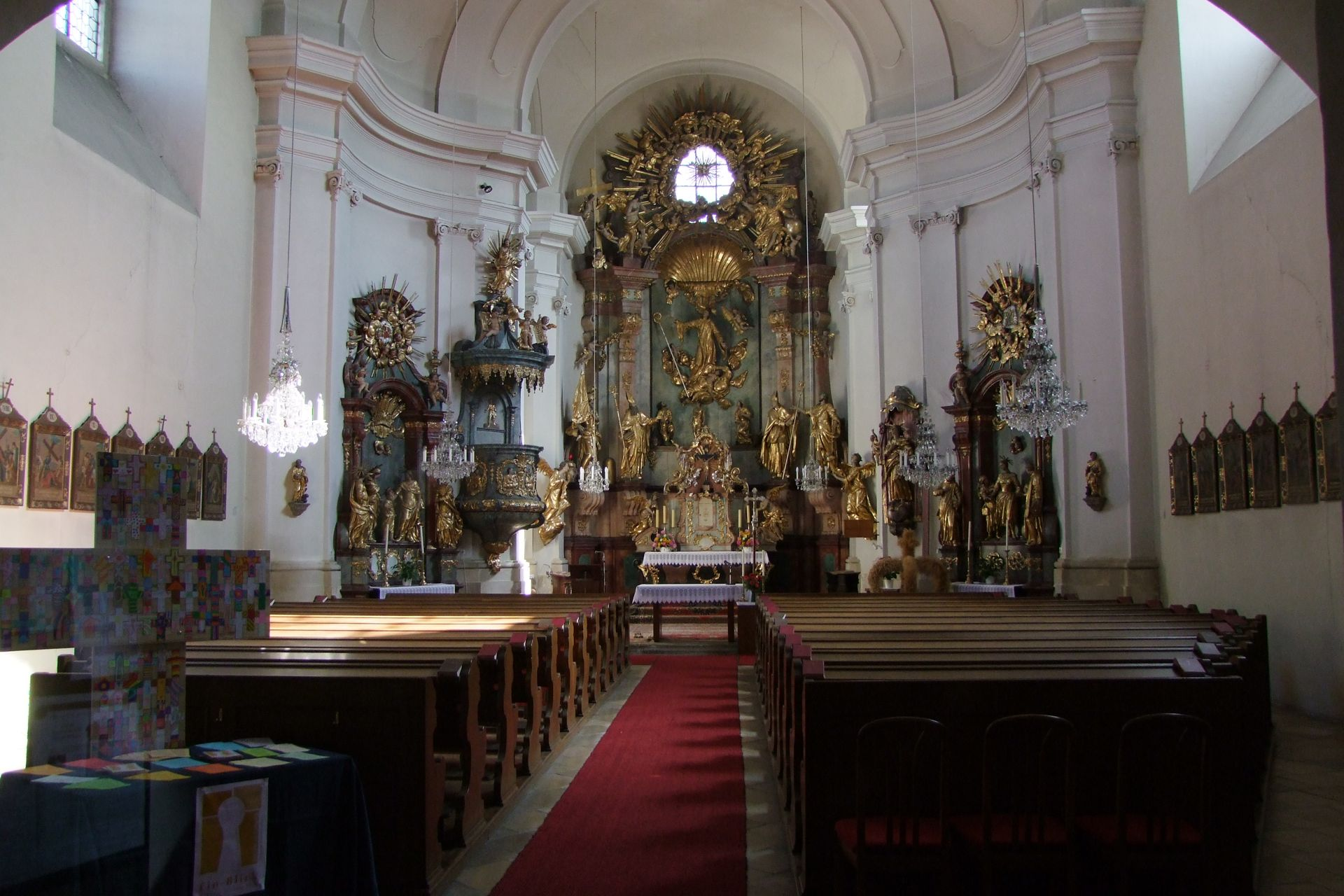
Innenraum

Der hohe Längszentralraum hat ein weitgespanntes Platzlgewölbe zwischen Gurten auf reicher Pilastergliederung mit schwerem, umlaufendem Gebälk. An den Längsseiten schließen zwei schmälere Joche mit querrechteckigen Platzlgewölben an: Im Westen das Emporenjoch mit leicht vorschwingender Orgelempore mit Putzfeldgliederung und im Osten das Chorjoch mit Platzlgewölbe zwischen Gurtbögen und mit flachbogigem Schluss. Im Norden liegt die zweijochige Sakristei mit einem querrechteckigen Platzlgewölbe zwischen Gurtbögen und im Süden ein entsprechender Beichtraum. Die Vorhalle, die zugleich das Untergeschoß des Turms ist, verfügt ebenfalls über ein Platzlgewölbe.

## Einrichtung
Die einheitlich barocke Einrichtung wurde laut einer Urkunde 1750–1756 unter Abt Ambrosius von Mauerbach angefertigt. Der mächtige, reich gegliederte Hochaltar mit einer zentralen, von Muscheln bekrönten Figurennische verfügt über eine Figur des hl. Leonhard und Figuren der Hilfesuchenden. Die Seitenfiguren stellen die Heiligen Florian, Ambrosius, Anthelmus und Donatus dar. Im Auszug ist eine großzügig angelegte, das Schlussfenster miteinbeziehende Dreifaltigkeitsgruppe mit reichem Strahlenkranz zu sehen. Über einem schlichten Tabernakel mit adorierenden Engeln befindet sich eine Aussetzungsnische mit Baldachinbekrönung. Vor dem Altar stehen zwei große Leuchterengel.
Die beiden Seitenaltäre haben zentrale Figurennischen. Links sind neben einer Figurengruppe der Hl. Familie die Seitenfiguren der Hll. Joachim und Anna zu sehen; rechts eine Figurengruppe der heiligen Notburga mit zwei Hilfesuchenden und Seitenfiguren des hl. Bruno und eines Kartäuserabtes.
Die reich dekorierte Kanzel hat am Korb Reliefs der vier Evangelisten und auf dem Schalldeckel eine Figur Salvator und Engel mit Posaunen und Gesetzestafeln sowie an der Tür der Kanzel ein Relief Christus als Sämann.
Zur weiteren Ausstattung zählen eine Immaculatafigur umgeben von einem von Putten gehaltenen Baldachin, barocke Figuren der vier Evangelisten, weitere Figuren der Hll. Josef und Johannes Nepomuk, ein Pietà-Bild, Kreuzwegbilder vom Anfang des 19. Jahrhunderts, ein Betschemel mit Wappen der Kartause Mauerbach sowie ein Taufstein mit einer Figurengruppe Taufe Christi.
Die Orgel wurde 1976 von Adolf Donabaum gebaut.